# Baňa
Baňa (hongrois : Banja) est un village de Slovaquie situé dans la région de Prešov.

## Histoire
Première mention écrite du village en 1957.

## Démographie

### Évolution de la population
| Année:               | 1994. | 2004.   | 2014.   | 2024.    |
| -------------------- | ----- | ------- | ------- | -------- |
| Nombre de personnes: | 202   | 192     | 181     | 202      |
| Différence:          |       | -4,95 % | -5,72 % | +11,60 % |

| Année:               | 2023. | 2024.   |
| -------------------- | ----- | ------- |
| Nombre de personnes: | 198   | 202     |
| Différence:          |       | +2,02 % |